# استیو بلثرویک
استیو بلثرویک (انگلیسی: Steve Blatherwick؛ زادهٔ ۲۰ سپتامبر ۱۹۷۳) بازیکن فوتبال اهل بریتانیا است.
از باشگاه‌هایی که در آن بازی کرده‌است می‌توان به باشگاه فوتبال ردینگ، باشگاه فوتبال گینزبورو ترینیتی، باشگاه فوتبال ناتینگهام فارست، باشگاه فوتبال هرفورد یونایتد، باشگاه فوتبال چسترفیلد، باشگاه فوتبال برنلی، باشگاه فوتبال وایکام واندررز، و باشگاه فوتبال نوتس کانتی اشاره کرد.